# Hielo Iₕ

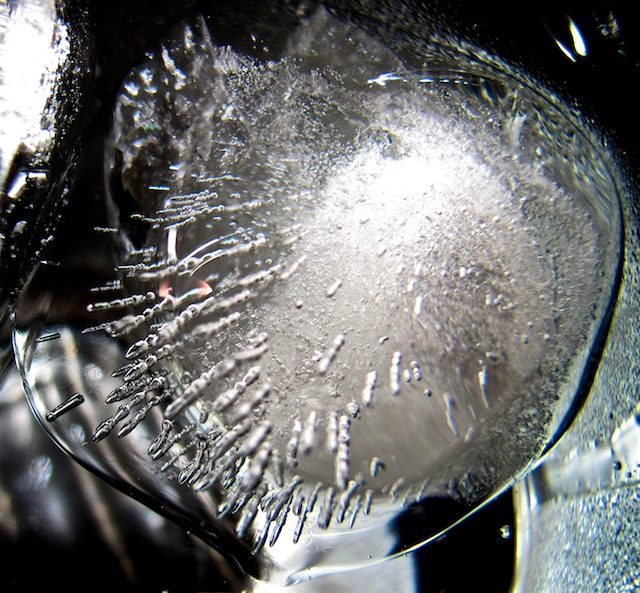
Fotografía que muestra detalles de un cubo de hielo bajo aumento. El hielo Ih es la forma de hielo comúnmente vista en la Tierra.

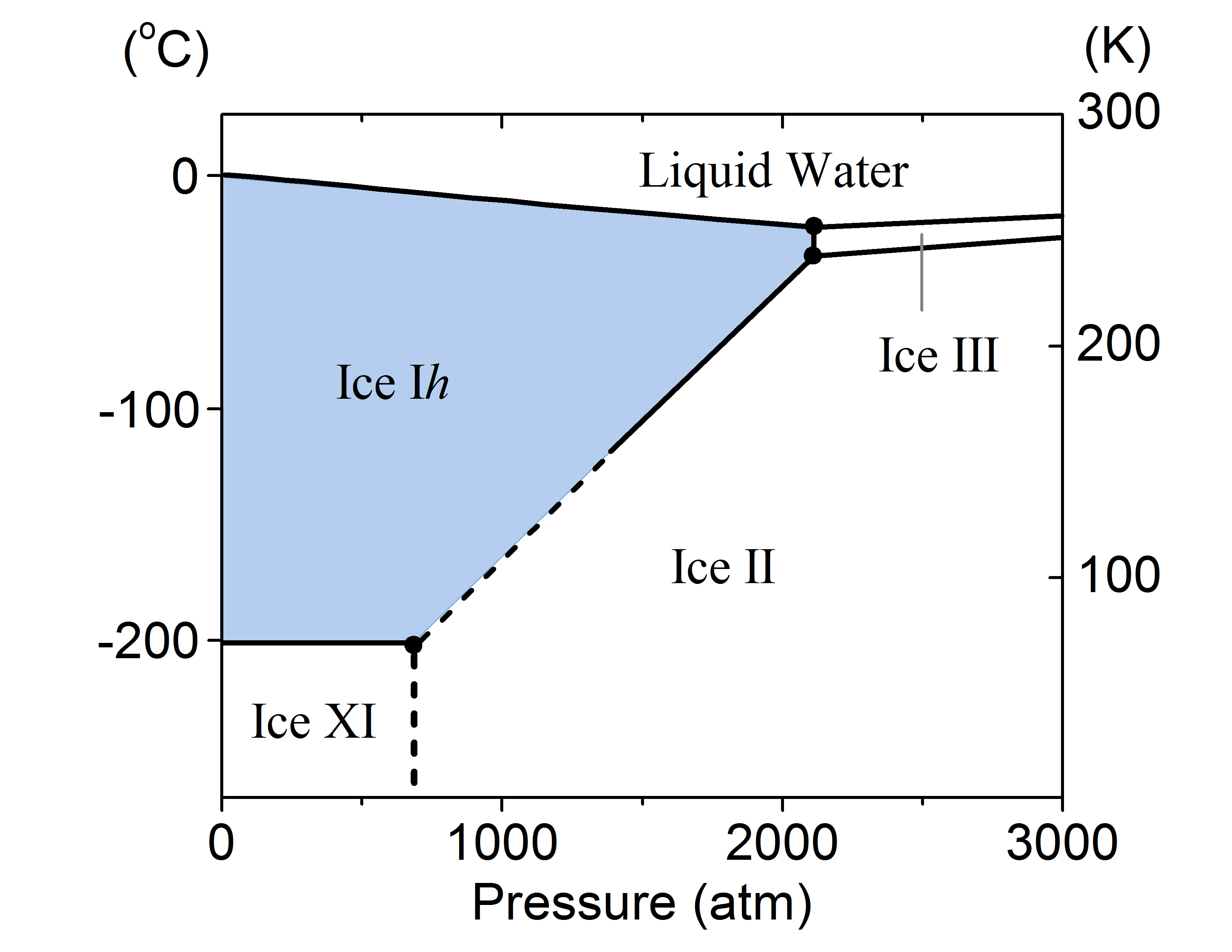
Espacio de fase de hielo Ih con respecto a otras fases del hielo.

Hielo Ih (pronunciado: hielo uno h, también conocido como hielo-fase-uno) es la forma de cristal hexagonal del hielo ordinario o agua congelada. Prácticamente todo el hielo en la biosfera es hielo Ih, con la excepción de una pequeña cantidad de hielo Ic que ocasionalmente está presente en la atmósfera superior. El hielo Ih exhibe muchas propiedades peculiares que son relevantes para la vida y la regulación del clima global.
La estructura cristalina se caracteriza por los átomos de oxígeno que forman simetría hexagonal con ángulos de enlace tetraédricos cercanos. El hielo Ih es estable hasta −201 °C (72 K; −330 °F), donde debería pasar al hielo XI, sin embargo, aún puede existir en forma metaestable hasta cerca de −271 °C (2 K; −456 °F). El hielo Ih también es estable bajo presiones aplicadas de hasta aproximadamente 210 megapascales (2,100 atm), donde se convierte en hielo III o hielo II.

## Propiedades físicas
La densidad del hielo Ih es 0.917 g/cm³, que es menor que la del agua líquida. Esto se atribuye a la presencia de enlaces de hidrógeno que hace que los átomos se vuelvan más distantes en la fase sólida. El hielo flota en el agua, lo cual es muy inusual cuando se lo compara con otros materiales. La fase sólida de los materiales generalmente se empaqueta más cerca y de forma más limpia y tiene una densidad mayor que la de la fase líquida. Cuando los lagos se congelan, solo lo hacen en la superficie mientras el fondo del lago permanece cerca de 4 °C (277 K; 39 °F) porque el agua es más densa a esta temperatura. No importa lo fría que se vuelva la superficie, que siempre hay una capa en el fondo del lago que tiene 4 °C (277 K; 39 °F). Este comportamiento anómalo del agua y el hielo es lo que permite a los peces sobrevivir los inviernos duros. Al enfriarse más la temperatura, la densidad del hielo Ih continúa disminuyendo hasta aproximadamente -214 °C (59 K; -353 °F) donde comienza a expandirse.
El calor latente de fusión es 5987 J/mol, y su calor latente de sublimación es 50911 J/mol. El alto calor latente de la sublimación es principalmente indicativo de la fuerza de los enlaces de hidrógeno en la red cristalina. El calor latente de fusión es mucho más pequeño, en parte porque el agua líquida cerca de 0 °C también contiene un número significativo de enlaces de hidrógeno. El índice de refracción del hielo Ih es de 1.31.

## Estructura cristalina

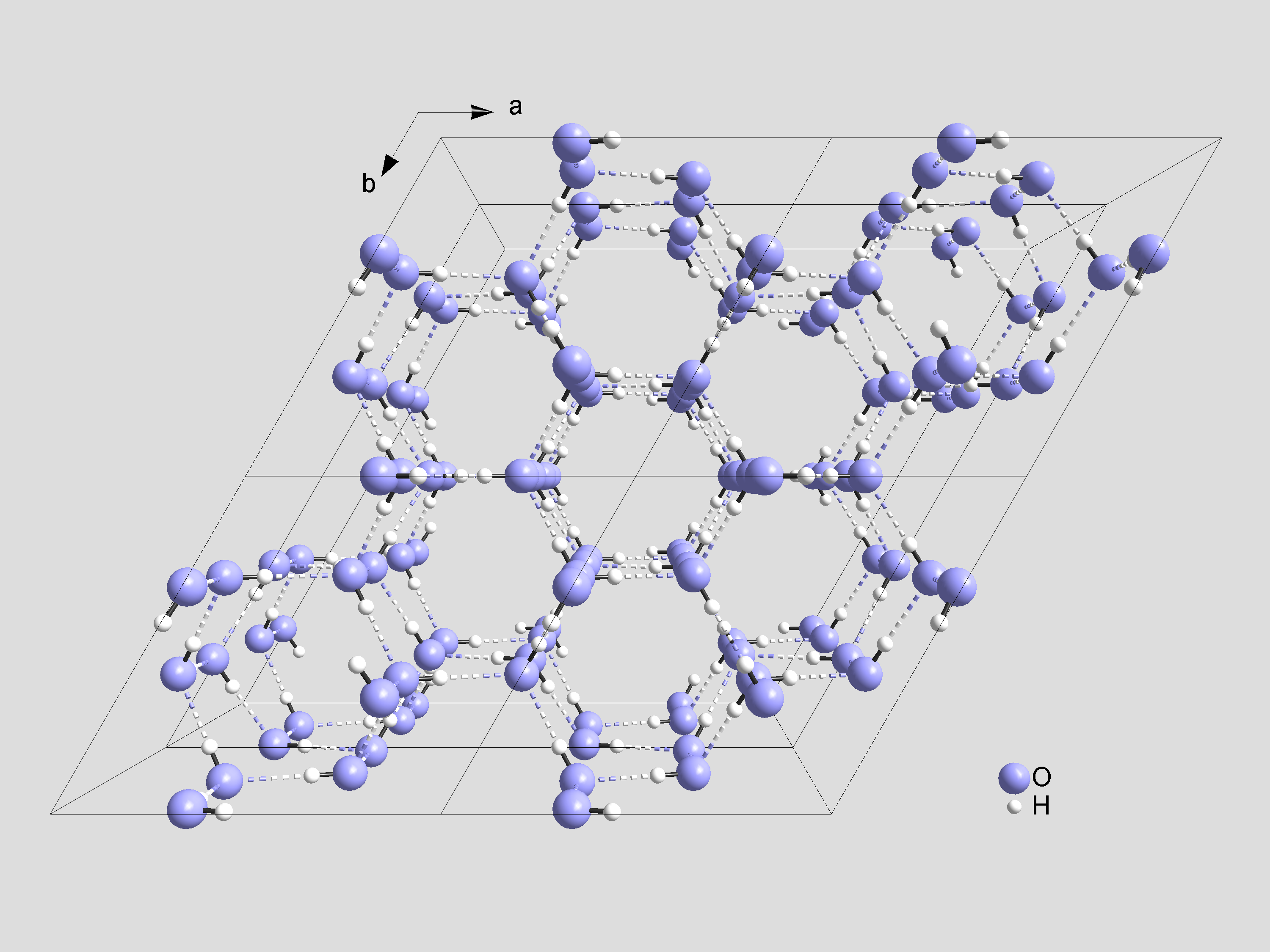
Estructura cristalina del hielo I_{h}. Las líneas discontinuas representan enlaces de hidrógeno

La estructura cristalina aceptada del hielo ordinario fue propuesta por primera vez por Linus Pauling en 1935. La estructura del hielo Ih es aproximadamente uno de los planos arrugados compuestos por anillos hexagonales de teselado, con un átomo de oxígeno en cada vértice, y los bordes de los anillos formados por puentes de hidrógeno. Los planos se alternan en un patrón ABAB, y los planos B son reflejos de los planos A a lo largo de los mismos ejes que los planos. La distancia entre los átomos de oxígeno a lo largo de cada enlace es de aproximadamente 275 pm y es la misma entre dos átomos de oxígeno unidos en la red. El ángulo entre los enlaces en la red cristalina es muy cercano al ángulo tetraédrico de 109.5°, que también es bastante cercano al ángulo entre los átomos de hidrógeno en la molécula de agua (en la fase gaseosa), que es de 105°. Este ángulo de enlace tetraédrico de la molécula de agua explica esencialmente la densidad inusualmente baja de la red cristalina; es beneficioso que la red esté dispuesta con ángulos tetraédricos, aunque haya una penalización de energía en el aumento del volumen de la red cristalina. Como resultado, los grandes anillos hexagonales dejan casi suficiente espacio para que haya otra molécula de agua en el interior. Esto le da al hielo natural su propiedad única de ser menos denso que su forma líquida. Los anillos hexagonales unidos por hidrógeno en ángulo tetraédrico también son el mecanismo que hace que el agua líquida sea más densa a 4 °C. Cerca de 0 °C, se forman pequeñas redes de hielo hexagonal en forma de Ih en agua líquida, con una frecuencia mayor cercana a 0 °C. Este efecto disminuye la densidad del agua, lo que hace que sea más densa a 4 °C cuando las estructuras se forman con poca frecuencia.

## Desorden de hidrógeno
Los átomos de hidrógeno en la red cristalina se encuentran casi a lo largo de los enlaces de hidrógeno, y de tal manera que cada molécula de agua se conserva. Esto significa que cada átomo de oxígeno en la red tiene dos hidrógenos adyacentes, a aproximadamente 101 pm a lo largo de la longitud del enlace de 275 pm. La red cristalina permite una cantidad sustancial de desorden en las posiciones de los átomos de hidrógeno congelados en la estructura a medida que se enfría a cero absoluto. Como resultado, la estructura cristalina contiene cierta entropía residual inherente a la red y determinada por el número de posibles configuraciones de posiciones de hidrógeno que pueden formarse mientras se mantiene el requisito de que cada átomo de oxígeno tenga solo dos hidrógenos en la proximidad más cercana, y cada uno Enlace H que une dos átomos de oxígeno que tienen un solo átomo de hidrógeno. Esta entropía residual S0 es igual a 3.5 J mol−1 K−1.
Hay varias maneras de aproximar este número desde los primeros principios. Supongamos que hay un número dado de moléculas de agua. Los átomos de oxígeno forman una red bipartita: se pueden dividir en dos conjuntos, con todos los vecinos de un átomo de oxígeno de un conjunto que se encuentra en el otro conjunto. Enfoque la atención en los átomos de oxígeno en un conjunto: hay N/2 de ellos. Cada uno tiene cuatro enlaces de hidrógeno, con dos hidrógenos cerca y dos lejos. Esto significa que hay
{\displaystyle {\tbinom {4}{2}}=6}
configuraciones permitidas de hidrógenos para este átomo de oxígeno. Por lo tanto, hay configuraciones 6N/2 que satisfacen estos átomos N/2. Pero ahora, considere los restantes átomos de oxígeno N/2: en general no estarán satisfechos (es decir, no tendrán precisamente dos átomos de hidrógeno cerca de ellos). Para cada uno de esos, hay
{\displaystyle 2^{4}=16}
posibles ubicaciones de los átomos de hidrógeno a lo largo de sus enlaces de hidrógeno, de los cuales seis están permitidos. Por lo tanto, ingenuamente, esperaríamos que el número total de configuraciones sea
{\displaystyle 6^{N/2}(6/16)^{N/2}=(3/2)^{N}.}
Usando el principio de Boltzmann, concluimos que
{\displaystyle S_{0}=Nk\ln(3/2),}
donde k es la constante de Boltzmann, que produce un valor de 3.37 J mol−1 K−1, un valor muy cercano al valor medido. Esta estimación es "ingenua", ya que asume que se pueden elegir independientemente las seis de las 16 configuraciones de hidrógeno para los átomos de oxígeno en el segundo conjunto, lo cual es falso. Se pueden emplear métodos más complejos para aproximar mejor el número exacto de configuraciones posibles y lograr resultados más cercanos a los valores medidos.
Por el contrario, la estructura del hielo II está ordenada por hidrógeno, lo que ayuda a explicar el cambio de entropía de 3,22 J / mol cuando la estructura cristalina cambia a la del hielo I. Además, el hielo XI, una forma de hielo ortorrómbica, ordenada por hidrógeno. Ih, es considerada la forma más estable a bajas temperaturas.

## Otras lecturas
- N. H. Fletcher, La Física Química de Hielo, Cambridge ARRIBA (1970) ISBN 0-521-07597-1
- Victor F. Petrenko Y Robert W. Whitworth, Física de Hielo, Oxford ARRIBA (1999) ISBN 0-19-851894-3
- Chaplin, Martin (11 de noviembre de 2007). «Hexagonal ice structure». Water Structure and Science. Consultado el 2 de enero de 2008.

- Datos: Q1051773
- Multimedia: Ice Ih / Q1051773